# Bênção
 (mai 2023).
Si vous disposez d'ouvrages ou d'articles de référence ou si vous connaissez des sites web de qualité traitant du thème abordé ici, merci de compléter l'article en donnant les références utiles à sa vérifiabilité et en les liant à la section « Notes et références ».
La bênção (bénédiction, en portugais), également appelée chapa de frente (plaque de face), est un coup de pied frontal repoussant de capoeira qui consiste à pousser son adversaire avec la plante du pied. On lève une jambe pliée devant l'abdomen ou le thorax de son adversaire, puis on donne une forte impulsion vers l'avant avec le talon ou la plante du pied.
Elle s'apparente au "front kick" de la plupart des sports de combat.

## Bênção de chão
La bênção de chão ("bénédiction de sol") est une variante de la bênção qui se fait à partir de la queda de três ou en se laissant tomber sur les mains.